# Свіщ Олександр Олександрович
Олександр Олександрович Свіщ (1993—2023) — солдат збройних сил України, учасник російсько-української війни. Герой України (2024, посмертно) .

## Життєпис
Народився 5 лютого 1993 в Одесі. Навчався в Одеській гімназії № 26 . Працював тілоохоренцем.
Під час повномасштабної війни перші бої прийняв під Києвом в Мощуні в приватному секторі. 
3 вересня 2022 року прийнятий до складу ІІІ-ої окремої штурмової бригади Сухопутних військ Збройних Сил України. Став кулеметником і знищив багатьох ворогів. 
Брав участь у боях під Києвом, Запоріжжям, Херсоном та Донецькому напрямку. 
Під час одного зі штурмів він отримав осколкові поранення, спричинене вибухом гранати, незабаром повернувся до служби.
Ніс службу у 3 штурмовій бригаді, навідник 1-го штурмового відділення 2-го штурмового зводу 4-ї штурмової роти 1-го штурмового батальйону, військової частини А 4638.
Загинув 12 вересня 2023 року при виконанні бойового завдання біля населеного пункту Бахмут, Донецькій області. Загинув внаслідок ворожого влучання по бліндажу, в який він вже пораненим дістався без сторонньої помочі 
Залишилися дружина, маленька донька та батьки. Мати Олександра Ангеліна Любчак стала однією з організаторок руху родичів загиблих Героїв в Одесі . 

## Нагороди та вшанування
- Медаль «За військову службу Україні»[джерело?]
- Орден «За мужність» III ступеня[6].
- Звання Герой України з удостоєнням ордена Золота Зірка (2024, посмертно)[1][7].
- На фасаді школи де навчався Олександр відкрито меморіальну дошку[2].
- Вулицю Середню в Хаджибейському районі комісія міськради рекомендувала перейменувати на честь Олександра Свіща [8]